# Dënver
Pour les articles homonymes, voir Denver (homonymie).
Dënver est un groupe de rock chilien, originaire de San Felipe. Formé en 2004, Dënver est un duo composé de Mariana Montenegro et de Milton Mahan,. Il se sépare en 2013.

## Biographie
Milton Mahan (né à San Felipe) et Mariana Montenegro (née à Santiago), anciens partenaires de divers projets musicaux, commencent leur carrière en tant que duo en 2004, lorsqu'ils étaient tous deux en couple. Mariana Montenegro est la chanteuse, claviériste et arrangeuse du duo, tandis que Mahan en est le chanteur, guitariste, compositeur et producteur des chansons du groupe.
En 2006, ils sortent leur premier EP intitulé Solenöide, qui se popularise d'abord dans leur lieu de résidence, San Felipe, avant qu'ils décident d'aller vivre à Santiago. Les premières chansons du groupe incluent Andén 6, Miedo a toparme contigo et Paraíso de menta, qui sont incluses dans des compilations publiées par le label Neurotyka. Sur ce même label en 2008, ils sortent leur premier album studio, Totoral, produit par Pondie (Niñoboy). Pour promouvoir l'album, deux clips sont enregistrés pour les morceaux Estilo de vida et Los Menos ; ce dernier obtient une mention honorable au Festival del Videoclip Chileno.
En 2010, ils sortent leur deuxième album studio, intitulé Música, gramática, gimnasia, produit par Cristián Heyne, et sorti sous le label Cazador. Avec cet album, le groupe parvient à traverser les frontières et attire l'attention à l'extérieur de leur pays, si bien qu'ils sont invités pour la première fois à jouer dans plusieurs pays sud-américains et en Espagne.
En 2013 sort Fuera de campo, le troisième album studio du groupe, et le premier entièrement produit par Milton. Le duo publie officiellement l'album le 27 juillet au Teatro Cariola, bien qu'il fût déjà disponible sur iTunes quelques semaines auparavant. Pendant ce concert, le groupe exprime sa déception et son mécontentement face au label Feria Music, en ne pouvant pas encore avoir la version physique du nouvel album, annonce avoir rompu les liens pour devenir indépendants. Enfin, le 29 août, ils présentent la version physique de Fuera de campo lors d'un concert qu'ils donnent dans un club de Santiago.
Le 3 septembre 2013, le lendemain de la sortie du deuxième clip du morceau Las Fuerzas, le groupe annonce à travers une déclaration sur Facebook sa séparation.

## Discographie

### Albums studio
- 2008 : Totoral
- 2010 : Música, gramática, gimnasia
- 2013 : Fuera de campo
- 2015 : Sangre cita

### Clips
- Los Turistas (issu de l'album Totoral)
- Lo que quieras (issu de l'album Música, gramática, gimnasia)
- Los Adolescentes (issu de l'album Música, gramática, gimnasia)
- Las Fuerzas : avec Mariana Di Girólamo, Isabella Costa et Mariana Montenegro. Réalisation : Bernardo Quesney[9] (issu de l'album Fuera de campo)
- Revista de gimnasia (issu de l'album Fuera de campo)
- Profundidad de Campo (issu de l'album Fuera de campo)
- Noche Profunda (issu de l'album Sangre cita)
- El fondo del Barro (issu de l'album Sangre cita)
- Mai Lov (issu de l'album Sangre cita)
- Mi Derrota (issu de l'album Sangre cita)
- La Lava (issu de l'album Sangre cita)
- Los Vampiros (issu de l'album Sangre cita)

### EP et remixes
- Solenöide (2006)
- Música, gramática, remixes (2011)
- Remixes de campo (2014)
- Banana Split (2016) (split en vinilo 7" con Playa Gótica)

### Reprises
- El Columpio Asesino - Toro (2011)
- Quiero Club - El techo es el suelo (2013)
- Mecano - Hawaii Bombay Radio Horizonte (2013)
- Juan Gabriel - Pero que necesidad (2014)
- Supernova - Tu y Yo (2016)

### Bande sonore
- Historia de un oso -  (Histoire d'un ours), court métrage d'animation